# Saint-Martin-de-Belleville
Cet article possède un paronyme, voir Saint-Martin-Bellevue.
Pour les articles homonymes, voir Saint-Martin et Belleville.
Saint-Martin-de-Belleville est une ancienne commune française située dans le département de la Savoie en région Rhône-Alpes. Village de montagne du massif de la Vanoise, en Tarentaise, il comptait 2 618 habitants en 2016. Le territoire communal accueillait trois stations de sports d'hiver : Saint-Martin-de-Belleville, Les Menuires et Val Thorens, reliées au grand domaine skiable des Trois Vallées.
La commune fusionne le 1er janvier 2016 avec Villarlurin pour former la commune nouvelle Les Belleville.

## Géographie

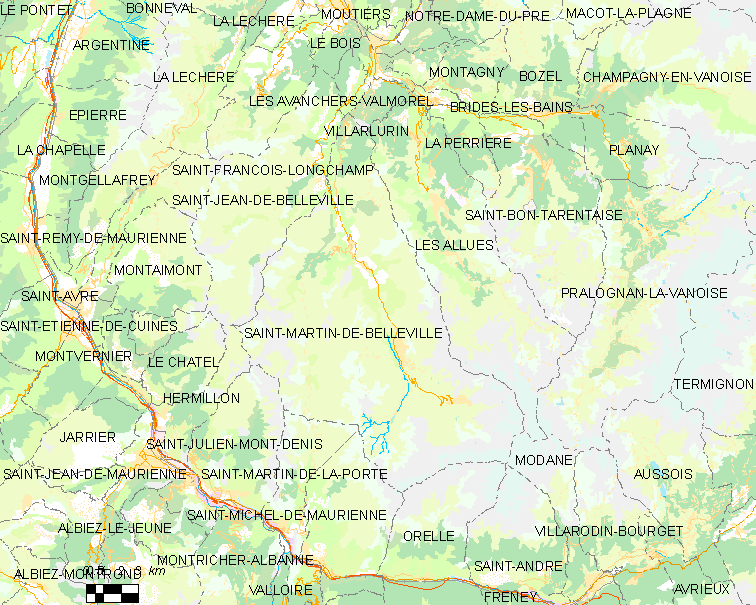
Plan du territoire des Saint-Martin-de-Belleville.

### Situation
Saint-Martin occupe la majeure partie de la Vallée des Belleville, située au sud de Moûtiers. Elle comprend de nombreux vallons sauvages et des espaces naturels protégés qui abritent une faune et une flore diversifiées.
La vallée comprend 22 hameaux et villages (comme Le Bettaix, Saint Marcel ou encore Le Chatelard). Sa superficie s'étend sur 162,91 km2 et constitue la 30e commune de France métropolitaine de par son étendue.

### Transports et voies de communications
L'accès à Saint-Martin-de-Belleville s'effectue depuis la bifurcation principale de Moûtiers. Une navette par autocar permet de rejoindre la commune depuis Moûtiers.

## Toponymie
L'ancien nom de la commune était Saint-Martin-des-Déserts,. On trouve ainsi les formes Ecclesia Sancti Martini et Johannis de Desertis (1170), Villa Sancti Martini de Desertis (1171),. L'association avec le mot Belleville apparait pour la première fois dans les actes en 1258, Apud Bellam villam. Quelques années plus tard, on trouve curatus ecclesie Belleville (1283). Au XVe siècle, on trouve ecclesia de St Martino de Bellavilla.
La commune porte le nom de son saint patron, Martin, évêque de Tours au IVe siècle. Il est associé au nom Belleville, où Ville, latin villa, désigne au cours de la période médiévale, le « principal village d'une paroisse » ou un « terroir cultivé et habité ».
En francoprovençal, le nom de la commune s'écrit Sin Martein (graphie de Conflans) ou Sent-Martin-de-Bélavela (ORB).

## Histoire
La vallée des Belleville fut longtemps repliée sur elle-même, les populations vivaient d'élevage et de l'exploitation des alpages et des forêts. Elle fut de toujours, un point de départ de l'exode rural.
L'électricité est arrivée dans les années 1950, et dès les années 1960, la construction ex nihilo des stations de ski des Ménuires et de Val Thorens démarre.
Le Conseil général de la Savoie, qui veut mettre en place une station de sports d'hiver, en Tarentaise, choisit dans un premier temps la vallée des Belleville, mais se trouve confronté aux gens de la vallée. Le choix se portera sur Courchevel. À la suite du succès de la nouvelle station voisine, le maire Nicolas Jay reprend l'idée du développement d'une station de ski, reprise par son successeur, le député Joseph Fontanet. On fait appel à un promoteur unique la Société d'équipement de la vallée des Belleville (SODEVAB). Toutefois, l'expérience de ce promoteur unique est un échec.
L'aménagement du chef-lieu Saint-Martin-de-Belleville lui-même n'a démarré qu'en 1983 avec la volonté de préserver son authenticité avec la non-prolifération des remontées mécaniques et le respect du bâti montagnard traditionnel : construction en groupes serrés, toitures en lauze ou en gris foncé, murs en enduit de couleur rose typique (la grilla).
La commune de Saint-Laurent-de-la-Côte est attaché à Saint-Martin-de-Belleville, en 1971.
La commune fusionne le 1er janvier 2016 avec Villarlurin pour former la commune nouvelle Les Belleville.

## Politique et administration

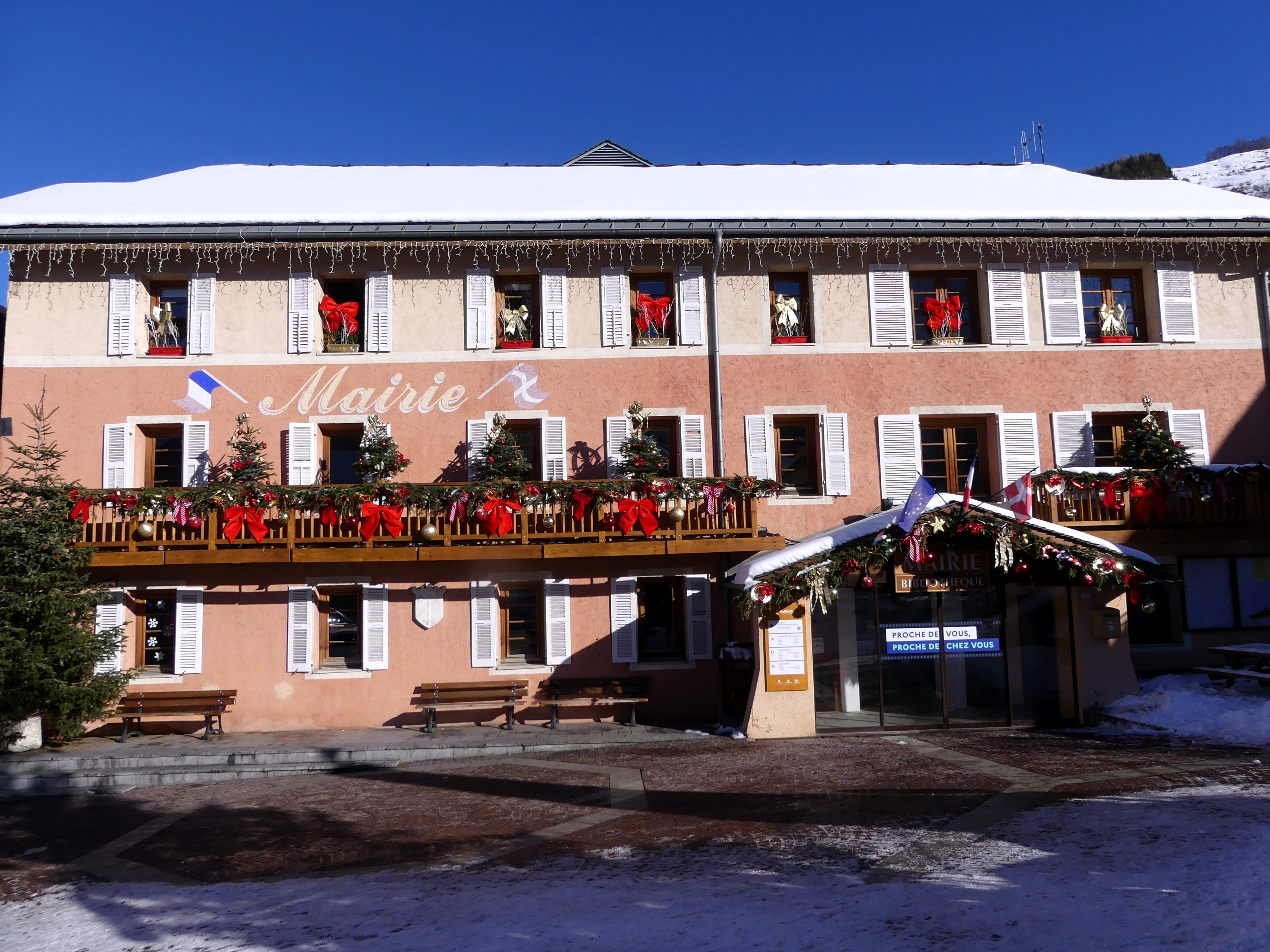
La mairie en hiver.

### Liste des maires
| Période                                  | Période       | Identité                | Étiquette    | Qualité |
| ---------------------------------------- | ------------- | ----------------------- | ------------ | --- |
| 1802                                     | juin 1809     | Paul Galliod            | ...          | démissionnaire en juin 1809 |
| août 1809                                | 1814          | Jean-Claude Bal         | ...          | ... |
| 1814                                     | 1860          | vacance                 | ...          | Le duché de Savoie est rendu aux princes de Savoie |
| 1860                                     | 1865          | Hyppolyte Yvoz          | ...          | Annexion de la Savoie à la France en 1860. Premières élections municipales organisées en novembre 1860, après l’annexion. |
| septembre 1865                           | octobre 1865  | Joachim Hudry           | ...          | Maire par intérim |
| octobre 1865                             | août 1870     | Julien Sollier          | ...          | ... |
| août 1870                                | octobre 1870  | Maurice Antoine Bal     | ...          | ... |
| novembre 1870                            | avril 1871    | Hyppolyte Yvoz          | ...          | ... |
| avril 1871                               | mai 1871      | Maurice Bal             | ...          | ... |
| mai 1871                                 | mai 1875      | Julien Sollier          | ...          | ... |
| mai 1875                                 | janvier 1878  | Paul Giraud             | ...          | ... |
| janvier 1878                             | janvier 1881  | César Ador              | ...          | ... |
| 1881                                     | 1884          | Joseph Rey              | ...          | ... |
| 1884                                     | 1888          | Antoine Charles         | ...          | ... |
| 1888                                     | 1912          | Joseph Agathange Rey    | ...          | ... |
| 1912                                     | décembre 1919 | Julien Hudry            | ...          | ... |
| décembre 1919                            | février 1922  | Louis Napoléon Jay      | ...          | Décédé le 8 février 1922, en cours de mandat. |
| février 1922                             | ...           | Joseph Martin Hudry     | ...          | ... |
| ...                                      | ...           | Léon Josué Hudry        | ...          | ... |
| 1935                                     | ...           | Jean Joseph Laissus     | ...          | ... |
| ...                                      | ...           | Antoine Edouard Charles | ...          | ... |
| ...                                      | ...           | Camille Laissus         | ...          | ... |
| 1953                                     | 1965          | Nicolas Jay             | ...          | ... |
| 1965                                     | 1976          | Joseph Fontanet         | MRP puis CDP | Député (1956-1959, 1962-1969 et 1973), conseiller général du canton de Moûtiers (1949-1976), président du Conseil général (1964-1976), ancien ministre (1959-1962 et 1969-1973). |
| 1977                                     | mars 2001     | Georges Cumin           | ...          | (1923-2010), ingénieur des ponts et chaussées, directeur du Service d'Études d'Aménagement Touristique en Montagne, il participe à la construction des stations du Collet d'Allevard, de Chamrousse, des Sept Laux, de la Plagne, des Menuires, où il réside à partir de 1966, de Val Thorens, de Valmeinier, mais aussi de Oukaïmeden. |
| mars 2001                                | décembre 2015 | André Plaisance         | DVD          | Ingénieur et cadre technique d'entreprise. Dernier maire de l'ancienne commune de Saint-Martin-de-Belleville et premier maire de la commune nouvelle Les Belleville |
| Les données manquantes sont à compléter. |               |                         |              | |

## Population et société
Les habitants de la commune sont appelés les Bellevillois,.

### Démographie
L'évolution du nombre d'habitants est connue à travers les recensements de la population effectués dans la commune depuis 1793. À partir du 1er janvier 2009, les populations légales des communes sont publiées annuellement dans le cadre d'un recensement qui repose désormais sur une collecte d'information annuelle, concernant successivement tous les territoires communaux au cours d'une période de cinq ans. 
Pour les communes de moins de 10 000 habitants, une enquête de recensement portant sur toute la population est réalisée tous les cinq ans, les populations légales des années intermédiaires étant quant à elles estimées par interpolation ou extrapolation. Pour la commune, le premier recensement exhaustif entrant dans le cadre du nouveau dispositif a été réalisé en 2004,.
En 2016, la commune comptait 2 618 habitants, en évolution de −1,32 % par rapport à 2009 (Savoie : +3,87 %, France hors Mayotte : +2,49 %).
| 1793  | 1800  | 1806  | 1822  | 1838  | 1848  | 1858  | 1861  | 1866  |
| ----- | ----- | ----- | ----- | ----- | ----- | ----- | ----- | ----- |
| 2 240 | 2 320 | 2 398 | 2 500 | 2 483 | 2 285 | 1 781 | 1 736 | 1 610 |

| 1872  | 1876  | 1881  | 1886  | 1891  | 1896  | 1901  | 1906  | 1911  |
| ----- | ----- | ----- | ----- | ----- | ----- | ----- | ----- | ----- |
| 1 541 | 1 449 | 1 449 | 1 509 | 1 414 | 1 423 | 1 415 | 1 420 | 1 383 |

| 1921  | 1926  | 1931  | 1936  | 1946  | 1954  | 1962  | 1968  | 1975  |
| ----- | ----- | ----- | ----- | ----- | ----- | ----- | ----- | ----- |
| 1 270 | 1 267 | 1 277 | 1 283 | 1 190 | 1 061 | 1 055 | 1 165 | 1 664 |

| 1982  | 1990  | 1999  | 2004  | 2009  | 2013  | 2016  | - | - |
| ----- | ----- | ----- | ----- | ----- | ----- | ----- | - | - |
| 1 842 | 2 341 | 2 532 | 3 080 | 2 461 | 2 639 | 2 618 | - | - |

### Manifestations culturelles et festivités
Chaque année le 15 août, Saint-Martin-de-Belleville organise sa fête du village, le matin il y a un pèlerinage très important au sanctuaire de Notre-Dame-de-la-Vie, puis l'après-midi on peut assister à de nombreuses activités sur la place du village de Saint-Martin. Au cours de ces activités on retrace l'histoire de la vallée à travers de nombreuses animations. Chaque année, cette fête réunit plusieurs milliers de personnes.
Au mois de juin, le village de Saint-Martin organise aussi une grande fête de la musique sur la place du village où la chorale locale interprète plusieurs chants. Le soir la fête se termine par une grande soirée sur la place du village.

### Sports
L'ascension finale vers Saint-Martin de Belleville, classée en 1re catégorie, fut au programme de la 6e étape du critérium du Dauphiné 2020. Davide Formolo remporta la victoire, en échappée solitaire.

## Économie
(juillet 2010).
Si vous disposez d'ouvrages ou d'articles de référence ou si vous connaissez des sites web de qualité traitant du thème abordé ici, merci de compléter l'article en donnant les références utiles à sa vérifiabilité et en les liant à la section « Notes et références ».
La commune de Saint Martin de belleville est la troisième commune au niveau du classement national du revenu des taxes d'habitation, elle se situe juste derrière Paris et Cannes. De plus, grâce à ses 3 stations de ski, cette commune est l'une des plus riches de France. En 40 ans, cette paisible vallée alpine est devenue la première destination touristique au monde pour les sports d'hiver avec 800 000 visiteurs accueillis pendant la saison d'hiver, soit 3 747 800 nuitées. Elle est également le leader mondial pour le chiffre d'affaires dégagé par ses deux sociétés de remontées mécaniques, la SEVABEL et la SETAM qui s'élèvent à 79,7 millions d'euros en 2005. Contrairement à d'autres collectivités locales, elle est l'une des rares à ne pas être endettée....

### Tourisme
La commune est constituée de trois stations de ski dont deux des principales françaises les Ménuires et Val Thorens. Les remontées mécaniques qui en partent permettent aussi la liaison directe avec la station de Méribel. Le cœur historique de la commune est un village savoyard qui a gardé son caractère traditionnel, avec ses ruelles étroites et ses maisons faites de pierres, de bois et de lauzes. Il contraste ainsi avec les constructions des grandes stations de la commune.
C'est aussi, en été, le point de départ de nombreuses randonnées pédestres et de VTT : le « Perron des Encombres » (magnifique vue sur le mont Blanc) et le « balcon des Belleville » avec ses nombreux chalets d'alpage.
En 2014, la capacité d'accueil de la commune et de ses stations, estimée par l'organisme Savoie Mont Blanc, est de 64 932 lits touristiques répartis dans 8 594 structures. Les hébergements se répartissent comme suit : 1 095 meublés ; 56 résidences de tourisme ; 29 hôtels ; une structure d'hôtellerie de plein air (56 emplacements) ; 4 centres ou villages de vacances/auberges de jeunesse et 2 refuges ou gîtes d'étape.
En 2016, la table de La Bouitte se trouve dans le palmarès du guide Michelin, avec trois étoiles.

## Culture locale et patrimoine

### Lieux et monuments

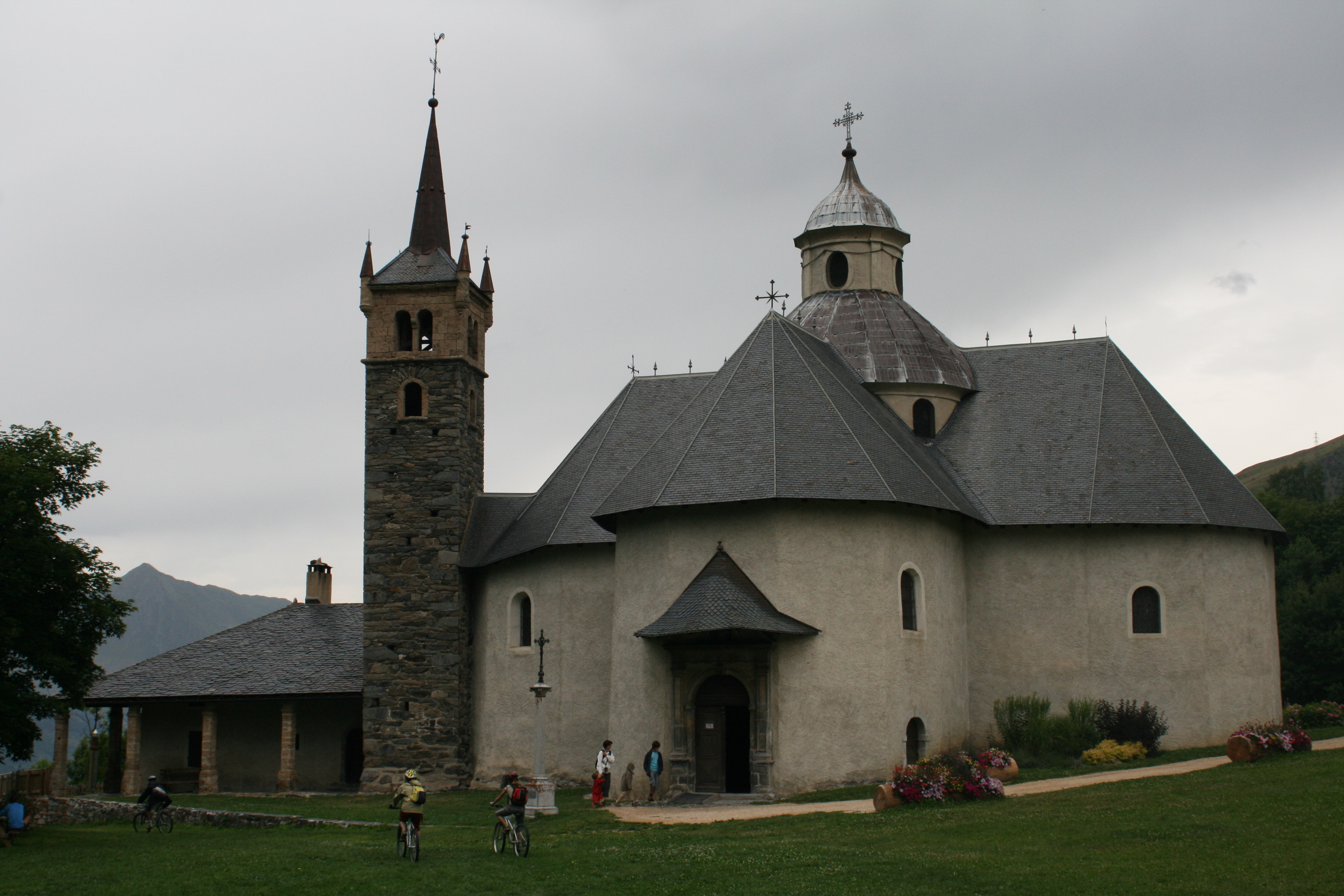
Sanctuaire Notre-Dame-de-la-Vie.

Disséminés sur les 22 hameaux et villages de la vallée, on y trouve de nombreux éléments d'architectures patrimoniales : chapelles, églises, fours à pain, bassins et moulins. La commune est une étape sur les « Chemins du baroque ».
- La chapelle de Notre-Dame-de-la-Vie, construite entre 1650-1750, dans un style baroque savoyard[21],[22]. Il s'agit d'un bâtiment isolé sur un éperon rocheux, au milieu de la haute-vallée des Belleville (territoire des Menuires). Il est le sanctuaire le plus vénéré de la vallée de la Tarentaise. Son pèlerinage se déroule chaque 15 août. C'est une construction en forme de croix grecque avec coupole centrale et chapelles rayonnantes. À voir : le luxuriant décor intérieur, magnifique exemple de l'art baroque savoyard, avec ses retables dorés et ses stalles en bois du XVIIIe siècle.
- Le moulin du Burdin est un moulin à eau racheté par la municipalité en 1996. Restauré depuis, il est en mesure de moudre les grains.
- L'église paroissiale a été reconstruite et agrandie au XVIIe siècle. À voir, le retable de son maître-autel sculpté par un artiste de Valsesia montrant Saint Martin en train de partager son manteau. Elle possède une chapelle dédiée à Notre-Dame-du-Puit, fondée en 1424[23].
- Le chalet d'alpage La Chasse, situé entre les Ménuires et Val Thorens.

### Espaces verts et fleurissement
En 2015, la commune de Saint-Martin-de-Belleville bénéficie du label « ville fleurie » avec « trois fleurs » attribuées par le Conseil national des villes et villages fleuris de France au concours des villes et villages fleuris.

### Personnalités liées à la commune
- Étienne-Louis Borrel (1822-1906), "instituteur", géomètre, puis architecte de l'arrondissement de Tarentaise ;
- Antoine Borrel (1878-1961), né à Moûtiers d'une famille originaire de Saint-Laurent-de-la-Côte, journaliste et homme politique (président du Conseil général, secrétaire d'État, sénateur) ;
- Joseph Fontanet (1921-1980), maire, ministre ;
- Léo Lacroix (1937), champion de ski ;
- Marielle Goitschel, médaille or olympique ;
- Christine Goitschel, championne olympique ;
- Jean Béranger, entraîneur de l'équipe de France féminine de ski ;
- Frédéric Covili (1975), champion de ski ;
- Mélanie Suchet (1976), skieuse alpine ;
- Vincent Jay (1985), champion olympique de biathlon aux Jeux olympiques d'hiver de Vancouver en 2010;
- Michel Barnier, auteur, élu savoyard, président du Conseil général de la Savoie,   ministre, membre du Conseil des ministres et de la Commission européenne, co-président du Comité d'organisation (COJO) des Jeux olympiques d'hiver d'Albertville en 1992.